# Симеони, Жиль
Жиль Симеони (Gilles Simeoni; фр: [ʒil simeɔni], кр: [simɛˈɔni]; родился 20 апреля 1967 г.) — французский юрист и политик. Был мэром Бастии с 2014 по 2016 год и президентом исполнительного совета Корсики с 2015 года. Примечательно, что Симеони был адвокатом корсиканского националиста Ивана Колонны на суде по делу об убийстве префекта Клода Эриньяка.

## Ранняя жизнь и образование
Сын Эдмонда Симеони и племянник политика Макса Симеони.
Имеет степень магистра права и докторская степень в области политических наук, специализирующаяся на средиземноморской политике в Европейском Союзе, которую он получил после учёбы в университете Корсики и Экс-ан-Прованса.

## Юридическая карьера
Начал заниматься юридической практикой 27 октября 1994 года и был одним из самых известных адвокатов по уголовным делам на Корсике.
Был одним из адвокатов Ивана Колонны на суде по делу об убийстве Клода Эриньяка, а в 2010 году журнал GQ6 включил его в число тридцати самых влиятельных адвокатов Франции.
Став мэром своего родного города Бастия в 2014 году, он решил прекратить юридическую практику.